# Fed Cup 2016 – zóna Evropy a Afriky
Zóna Evropy a Afriky Fed Cupu 2016 byla jednou ze tří zón soutěže, kterých se účastnily státy ležící v daných regionech, v tomto případě týmy ze států nacházejících se na evropském a africkém kontinentu. Do soutěže zóny Evropy a Afriky nastoupilo 38 družstev, z toho čtrnáct účastníků hrálo v 1. skupině, sedm ve 2. skupině a sedmnáct v kvalitativně nejnižší 3. skupině. Součástí herního plánu byly také tři baráže.

## 1. skupina
- Místo konání: Municipal Tennis Centre, Ejlat, Izrael (hala, tvrdý)
- Datum: 3.–6. února 2016
- Formát: Čtrnáct týmů bylo rozděleno do čtyř bloků po dvou čtyřčlenných a dvou tříčlenných účastnících. Vítězové bloků se utkali v zápase o postup do baráže o Světovou skupinu II pro rok 2017 (vzájemné zápasy vítězů A–C a B–D). Družstva, která se umístila na druhém místě, sehrála vzájemné zápasy o konečnou dělenou 5. a 7. příčku. Třetím týmům ze čtyřčlenných bloků připadla 9. příčka. Týmy z posledních míst se utkaly ve vzájemném zápase o udržení (vzájemné zápasy týmů A–C a B–D). Dva poražení sestoupili do 2. skupiny zóny Evropy a Afriky pro rok 2017.

### Bloky
|    | Blok A            | UKR | POR | SWE |
| 1. | Ukrajina (2–0)    |     | 3–0 | 3–0 |
| 2. | Portugalsko (1–1) | 0–3 |     | 2–1 |
| 3. | Švédsko (0–2)     | 0–3 | 1–2 |     |

|    | Blok B               | GBR | GEO | RSA |
| 1. | Velká Británie (2–0) |     | 2–1 | 3–0 |
| 2. | Gruzie (1–1)         | 1–2 |     | 3–0 |
| 3. | Jižní Afrika (0–2)   | 0–3 | 0–3 |     |

|    | Blok C           | ISR | CRO | EST | TUR |
| 1. | Izrael (2–1)     |     | 2–1 | 3–0 | 1–2 |
| 2. | Chorvatsko (2–1) | 1–2 |     | 2–1 | 2–1 |
| 3. | Estonsko (1–2)   | 0–3 | 1–2 |     | 2–1 |
| 4. | Turecko (1–2)    | 2–1 | 1–2 | 1–2 |     |

|    | Blok D          | BEL | BUL | LAT | HUN |
| 1. | Belgie (3–0)    |     | 3–0 | 3–0 | 3–0 |
| 2. | Bulharsko (2–1) | 0–3 |     | 2–1 | 2–1 |
| 3. | Lotyšsko (1–2)  | 0–3 | 1–2 |     | 2–1 |
| 4. | Maďarsko (0–3)  | 0–3 | 1–2 | 1–2 |     |

### Baráž
| Pořadí       | tým bloku A    | výsledek | tým bloku C |
| ------------ | -------------- | -------- | ----------- |
| Postup       | Ukrajina       | 3–0      | Izrael      |
| 5.–8. místo  | Portugalsko    | 0–2      | Chorvatsko  |
| 9.–10. místo | —              | —        | Estonsko    |
| Sestup       | Švédsko        | 0–2      | Turecko     |
| Pořadí       | tým bloku B    | výsledek | tým bloku D |
| Postup       | Velká Británie | 0–2      | Belgie      |
| 5.–8. místo  | Gruzie         | 2–1      | Bulharsko   |
| 9.–10. místo | —              | —        | Lotyšsko    |
| Sestup       | Jižní Afrika   | 0–2      | Maďarsko    |

Výsledek
- Ukrajina a Belgie postoupily do baráže Světové skupiny II pro rok 2017,
- Jihoafrická republika a Švédsko sestoupily do 2. skupiny zóny Evropy a Afriky pro rok 2017.

## 2. skupina
- Místo konání: Gezira Sporting Club, Káhira, Egypt (antuka, venku)
- Datum: 13.–16. dubna 2016
- Formát: Sedm týmů bylo rozděleno do dvou bloků A a B. První dva týmy z každého bloku se utkaly v baráži o postup do 1. skupiny zóny Evropy a Afriky pro rok 2017, a to zápasem první z bloku A s druhým z bloku B a naopak. Vítěz každého utkání si zajistil postup. Třetí týmy z obou bloků sehrály zápas o udržení. Poražený doplnil čtvrtého z bloku B, který automaticky sestoupil sestoupil do 3. skupiny zóny Evropy a Afriky pro rok 2017.

### Bloky
|    | Blok A       | DEN | LTU | FIN |
| 1. | Dánsko (2–0) |     | 3–0 | 3–0 |
| 2. | Litva (1–1)  | 0–3 |     | 2–1 |
| 3. | Finsko (0–2) | 0–3 | 1–2 |     |

|    | Blok B                    | AUT | BIH | EGY | LIE |
| 1. | Rakousko (2–1)            |     | 2–1 | 3–0 | 0–3 |
| 2. | Bosna a Hercegovina (2–1) | 1–2 |     | 3–0 | 2–1 |
| 3. | Egypt (1–2)               | 0–3 | 0–3 |     | 2–1 |
| 4. | Lichtenštejnsko (1–2)     | 3–0 | 1–2 | 1–2 |     |

### Baráž
| Pořadí | první tým | výsledek | druhý tým           |
| ------ | --------- | -------- | ------------------- |
| Postup | Dánsko    | 1–2      | Bosna a Hercegovina |
| Postup | Litva     | 0–2      | Rakousko            |
| Sestup | Finsko    | 0–2      | Egypt               |
| Sestup | —         | —        | Lichtenštejnsko     |

Výsledek
- Rakousko a Bosna a Hercegovina postoupily do 1. skupiny zóny Evropy a Afriky pro rok 2017,
- Lichtenštejnsko a Finsko sestoupily do 3. skupiny zóny Evropy a Afriky pro rok 2017.

## 3. skupina
- Místo konání: Bellevue, Ulcinj, Černá Hora (antuka, venku)
- Datum: 11.–16. dubna 2016
- Formát: Sedmnáct týmů bylo rozděleno do tří čtyřčlenných bloků A, B, C, a bloku D, jenž obsahoval pět účastníků. Vítězové bloků se utkali v zápase o postup do 2. skupiny zóny Evropy a Afriky pro rok 2017 (vzájemné zápasy vítězů A–C a B–D). Družstva, která se umístila na druhém místě spolu sehrála utkání o konečnou dělenou 5. a 7. příčku, třetí týmy vzájemně soupeřily o dělenou 9. a 11. pozici a čtvrtí o 13. a 15. pořadí.

|    | Blok A            | LUX | GRE | TUN | MLT |
| 1. | Lucembursko (3–0) |     | 2–1 | 2–1 | 3–0 |
| 2. | Řecko (2–1)       | 1–2 |     | 2–1 | 3–0 |
| 3. | Tunisko (1–2)     | 1–2 | 1–2 |     | 3–0 |
| 4. | Malta (0–3)       | 0–3 | 0–3 | 0–3 |     |

|    | Blok B          | MKD | IRL | ARM | ISL |
| 1. | Makedonie (3–0) |     | 2–1 | 2–1 | 3–0 |
| 2. | Irsko (2–1)     | 1–2 |     | 2–1 | 3–0 |
| 3. | Arménie (1–2)   | 1–2 | 1–2 |     | 3–0 |
| 4. | Island (0–3)    | 0–3 | 0–3 | 0–3 |     |

|    | Blok C           | MDA | MAD | CYP | ALG |
| 1. | Moldavsko (2–1)  |     | 1–2 | 2–1 | 3–0 |
| 2. | Madagaskar (2–1) | 2–1 |     | 1–2 | 3–0 |
| 3. | Kypr (2–1)       | 1–2 | 2–1 |     | 2–1 |
| 4. | Alžírsko (0–3)   | 0–3 | 0–3 | 1–2 |     |

|    | Blok D           | NOR | MNE | MAR | KOS | MOZ |
| 1. | Norsko (4–0)     |     | 2–1 | 3–0 | 3–0 | 3–0 |
| 2. | Černá Hora (3–1) | 1–2 |     | 2–1 | 3–0 | 3–0 |
| 3. | Maroko (2–2)     | 0–3 | 1–2 |     | 2–1 | 3–0 |
| 4. | Kosovo (1–3)     | 0–3 | 0–3 | 1–2 |     | 3–0 |
| 5. | Mosambik (0–4)   | 0–3 | 0–3 | 0–3 | 0–3 |     |

### Baráž
| Pořadí        | tým bloku A | výsledek | tým bloku C |
| ------------- | ----------- | -------- | ----------- |
| Postup        | Lucembursko | 2–0      | Moldavsko   |
| 5.–8. místo   | Řecko       | 2–0      | Madagaskar  |
| 9.–12. místo  | Tunisko     | 2–0      | Kypr        |
| 13.–16. místo | Malta       | 0–2      | Alžírsko    |
| Pořadí        | tým bloku B | výsledek | tým bloku D |
| Postup        | Makedonie   | 0–2      | Norsko      |
| 5.–8. místo   | Irsko       | 0–2      | Černá Hora  |
| 9.–12. místo  | Arménie     | 2–1      | Maroko      |
| 13.–16. místo | Island      | 1–2      | Kosovo      |
| 17. místo     | —           | —        | Mosambik    |

Výsledek
- Lucembursko a Norsko postoupily do 2. skupiny zóny Evropy a Afriky pro rok 2017.